# Lasioglossum testaceipes
Lasioglossum testaceipes är en biart som först beskrevs av Heinrich Friese 1914.  Lasioglossum testaceipes ingår i släktet smalbin, och familjen vägbin. Inga underarter finns listade i Catalogue of Life.